# Atrichopogon fiebrigi
Atrichopogon fiebrigi är en tvåvingeart som beskrevs av Jean-Jacques Kieffer 1917. Atrichopogon fiebrigi ingår i släktet Atrichopogon och familjen svidknott.
Artens utbredningsområde är Paraguay. Inga underarter finns listade i Catalogue of Life.